# Мерсье, Жоэль
Жоэль Мерсье (фр. Joël Mercier; род. 5 января 1945, Шодфон-сюр-Лейон, Франция) — французский прелат, ватиканский и куриальный сановник. Титулярный архиепископ Роты с 8 января 2015. Секретарь Конгрегации по делам духовенства с 8 января 2015 по 1 октября 2021.

## Ранние годы, образование и священство
Жоэль Мерсье родился 5 января 1945 года, в Шодфон-сюр-Лейон, во Франции.
Мерсье получил классическое образование в университете Сорбонны, а в 1964 году поступил в семинарию в родной епархии, где он получил степень бакалавра в области философии и лиценциат богословия в Католическом университете Запада. 27 июня 1970 года был рукоположен в сан священника для епархии Анже.
С 1971 года по 1974 год он завершил своё обучение в Папском Григорианском университет в Риме, где он последовательно получает лиценциат и докторантуру в области канонического права.

## Пастырское служение
Вернувшись в епархию Анже, отец Мерсье служил викарием в приходе Святого Иосифа, в Анже до 1979 года, затем он стал капелланом католических колледжа и лицея в Анже с 1979 года по 1987 год, когда епископ Жан Оршан сделал его своим личным секретарём. Он занимал этот пост до 2001 года. Находясь на этом посту, он служил членом церковного суда «Земли Луары» начиная с 1975 года и в качестве члена богословского факультета Анже, начиная с 1980 года.

## Куриальный сановник
В январе 2002 года отец Мерсье поступил на службу в Римскую курию в качестве официала Конгрегации по делам епископов. 31 октября 2005 года он был назначен капелланом Его Святейшества. В 2007 году монсеньор Мерсье был назван духовным руководителем французской семинарии в Риме.
8 января 2015 года, Папа Франциск назначил монсеньора Мерсье секретарём Конгрегации по делам духовенства и назвал его титулярным архиепископом Роты в Испании.